# アブル＝アッバース

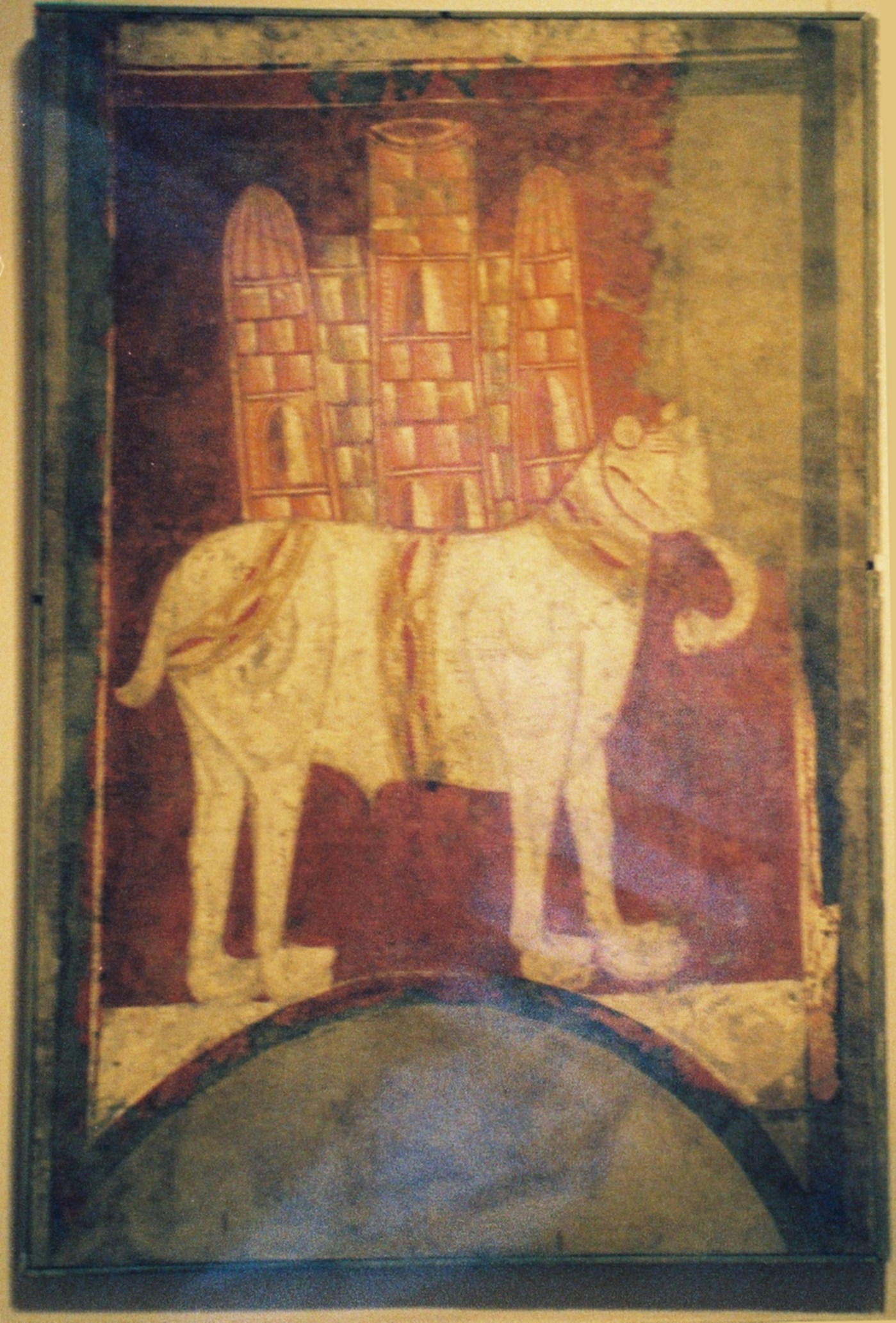
戦象の図。11世紀スペイン

アブル＝アッバース （英語: Abul-Abbas, ラテン語: Abul Abaz, Abulabaz）は、フランク王国カロリング朝の西ローマ皇帝、カール大帝（シャルルマーニュ）が、ときのアッバース朝のカリフ、ハールーン・アッ＝ラシードより贈られたとされる象の名。
この象の呼び名を含め、その贈与のいきさつについては、同時代に編纂されたと思われるフランク王国年代記に詳しい。また、アインハルトの『カール大帝伝』にも「象」の贈物について、事実を違えて略述されている。また、ノトケル・バルブルス『カール大帝行伝』（Gesta Caroli Magni）にも記述があるが、これはより後年に編纂された作品である）。ただ、アッバース朝側の記録には、そうした一連の事実は伝わっていない。

## 当時代の記録

### 中近東からヨーロッパへ
ハールーン・アッ＝ラシード から進呈された生きた象の運搬は、カール大帝の王命を帯びてバグダードに行きフランク王国に帰還する使節、ユダヤ人イザーク （ラテン語: Isaac）の手にゆだねられた。（以下、「イザーク」はじめ、人名はラテン読みではなくドイツ読みを用いる）。
『フランク王国年代記』によれば、カール大帝は、ときを遡ること4年（つまり797年）にバグダードに座するハールーン・アッ＝ラシード へイザークを含む3人の使節団を派遣していたが、801年になって、かれら3人の消息をイスラーム教圏側の使者のつてより知ることとなった。報によれば、イザークは象を託されて帰途についたものの、のこるラントフリートとジギムントは死んだという。報せをもたらした使者のひとりはハールーンが差し遣わした者だったが、もうひとりはアフリカ（アグラブ朝イフリーキヤ）の総督イブラーヒーム・イブン・アル・アグラブからの使者であった。 これを聞くやカール大帝は、エルカンバルトという名の書記官〔ノタリウス〕を リグーリア州 （ジェノヴァ市のある州） に派遣して、その象などの荷を搭載するための船団を手配させた。
史書いわく、このときイザークは、アフリカを経由したが、研究家によってその精密な航路の再現が試みられており、エジプト沿岸にそって、イフリーキヤを経由し、 その王都カイルーアン（現今のチュニジアに所在）に座する前述のイブラーヒーム総督からの援助をあるいは受けながら、同国の港カルタゴを出港し、地中海を渡り、イタリアへたどりついたとの仮説がたてられている。
ともあれ、『フランク王国年代記』によれば、「ユダヤ人イザークは象を伴いアフリカより帰還し（ラテン語: Isaac Iudeus de Africa cum elefanto）」、ポルトヴェーネレ （ジェノヴァ市ちかく）に801年10月、帰港した。しかし冬が迫るためヴェルチェッリに留まり、翌年までアルプス越えを延期した。そしてようやく802年7月20日にカール大帝の王宮のあるアーヘンに到着した。

### 死
810年、カール大帝は、フリースラントを侵したデンマーク王 ゴズフレズの艦隊を迎撃しようと遠征に出た。ライン川を渡河したのち「リッペハム」(ラテン語: Lippeham)という場所で、3日間のあいだ残りの軍の結集を待っていたが、その間に「サラセン人の王アーロンから贈られた象 （ラテン語: elefans ille, quem ei Aaron rex Sarracenorum miserat）」、が急死したとしている。 「アーロン」とは、「ハールーン」のラテン読みである。
象は王都に残されて死を迎えたのではなく、カール大帝の遠征にともなわれて「リッペハム」で死んだものと一般に解釈されている。書籍によっては、より穿った見方をして、戦象として利用するつもりであったと解説している。

### 死に場所
象が死んだとされる「リッペハム」があった実在の場所の確たる特定はできまいが、「リッペ川の河口」 （すなわちライン川との合流点）、言い換えれば現今のノルトライン＝ヴェストファーレン州ヴェセル市あたりとするのが通説である。この説については、すでに1746年 (あるいは1735年)に、 J. H. Nünning (Nunningus)(1675 - 1753) 他が出版した「書簡」 において「リッペハム」はヴェセル市だと指摘されており、そこから出土した巨大な骨が、その（ミュンスターの?）博物館の所蔵品であり、あるいはアブル＝アッバースの遺骨の一部ではないかと推察された。その後1750年初頭に、ガルトロップ貴族領〔ヘルシャフト〕内では、リッペ川での漁獲で巨大な骨が見つかり、これについても当時アブル＝アッバースの遺骨との憶測がなされている。
アブル＝アッバースの死に場所の異説として、リチャード・ホッジズなどは、リューネブルガーハイデに所在するとするが、そこは、上述のヴェセルがあるラインラント地方どころか、ライン川からは程遠い土地である。

## 近年の著書
近年の著書のいくつかには、上述の『フランク王国年代記』などの史料に裏付されない内容や詳細も書かている。

### 陳列と死亡
たとえばアブル＝アッバースがやってきたとき、それを目の当たりにした民衆を驚かせながらドイツ・フランスの町々に見世物として行進した、具体的にシュパイエル、シュトラスブルク、ヴェルダン、アウクスブルク、パデルボルンなどを通り皇帝の威光を誇示した、象はやがて（現今の南バイエルンの）アウクスブルク市に飼育小屋を与えられた、などとする諸書籍がある。
また、象が死んだとき40歳を超えていた、だとか、カール大帝の遠征に連れて行かれた時にはリウマチの既往症があった、などとも書かれている。こうした書籍によれば、「冷涼で雨勝ちな天候」 のさなか、 アブル＝アッバースは肺炎を発症したのだという。その世話係たちは、ようやく象をミュンスターまでたどり着かせることができたが、そこで象は倒れて息絶えた、などとしている。

### 白象
近著のなかには、アブル＝アッバースがアルビノもしくは白象と断ずるものがある。早い例では、アメリカのWillis Mason West の著作(1902年)に「白い象」だとの記述がある。さらに1971年、ニュージーランドの歴史学者ピーター・マンツが著した大衆向けの本にやはり「白い象」だったとの記述があるが、ある書評者はこれを誤謬としており、自分の知るかぎり白象であるという証拠はないとしている。 また、「白象」への言及は、2003年にアーヘン市で開催された展示会に付帯する出版物『Ex oriente : Isaak und der weisse Elefant』の題名にもあるが、そこに収録された Grewe 、Pohle 共著の寄稿では「カール大帝への有名な贈物のひとつに(白い?)象があった」と、疑問符を加えている。

### インド象
近著のなかには、アブル＝アッバースがインド象だと断じている書がある一方で、アフリカ象の可能性も十分にあり、どちらかは判じかねると説く文献もある。

### 補注
1. ↑  事実を違えているのは、たとえば「カール大帝が、.. 聖墳墓教会へ派遣した使者たちが、ハールーンのもとへやってきて.. （聖墳墓）がカール大帝の管轄に置かれることに同意した」という部分。実際はハールーンにではなくエルサレム総主教庁へ遣わせたのであり、聖墳墓とゴルゴタの丘の鍵を託したのは、恭順ではなく敬意を示したに過ぎない。また、アインハルトによれば、ハールーン・アッ＝ラシードは、自分が持っているたった1頭("quem tunc solem habetat")の象を差し出した、とあるが、これはアインハルトの創作とされる[4]。
2. ↑  ノトケルはハールーンが象と何匹かの猿を贈ったとするが、801年の象の贈答を807年にあった別の贈答の事件とないまぜにしている[6]